# Samaná (kommun)
Samaná är en kommun i Colombia.   Den ligger i departementet Caldas, i den centrala delen av landet, 140 km nordväst om huvudstaden Bogotá. Antalet invånare är 25 649. Arean är 761 kvadratkilometer.
Terrängen i Samaná är kuperad åt nordost, men åt sydväst är den bergig.